# Лејк Бронсон (Минесота)
Лејк Бронсон (енгл. Lake Bronson) град је у америчкој савезној држави Минесота.

## Демографија
По попису из 2010. године број становника је 229, што је 17 (-6,9%) становника мање него 2000. године.
| Група             | 2000.       | 2010.       |
| Белци             | 239 (97,2%) | 227 (99,1%) |
| Афроамериканци    | 6 (2,4%)    | 0 (0,0%)    |
| Азијати           | 0 (0,0%)    | 0 (0,0%)    |
| Хиспаноамериканци | 0 (0,0%)    | 0 (0,0%)    |
| Укупно            | 246         | 229         |